# Ovesná Lhota
Ovesná Lhota är en ort i Tjeckien.   Den ligger i regionen Vysočina, i den centrala delen av landet, 80 km sydost om huvudstaden Prag. Ovesná Lhota ligger 539 meter över havet och antalet invånare är 206.
Terrängen runt Ovesná Lhota är platt åt nordost, men åt sydväst är den kuperad. Ovesná Lhota ligger uppe på en höjd. Runt Ovesná Lhota är det ganska tätbefolkat, med 54 invånare per kvadratkilometer. Närmaste större samhälle är Havlíčkův Brod, 19,0 km sydost om Ovesná Lhota. Omgivningarna runt Ovesná Lhota är en mosaik av jordbruksmark och naturlig växtlighet.